# Chico Buarque
Francisco Buarque de Hollanda (* Rio de Janeiro, 19. června 1944), známý jako Chico Buarque [šiku buarki] nebo Chico Buarque de Hollanda, je brazilský hudebník, dramatik a spisovatel. Proslul zejména jako zpěvák bossanovy, samby a MPB – brazilské populární hudby.
Je synem historika Sérgio Buarque de Holanda. V raných 60. letech začal vystupovat a velmi populárním se stal roku 1966, kdy přišel s písní A Banda na festival brazilské populární hudby. Tehdy spolupracoval mj. s Gilbertem Gilem. Jako socialista a odpůrce vojenské diktatury, jejíž represe zakusil, odešel roku 1969 do italského exilu; po návratu byl jedním z nejaktivnějších umělců ve věci demokratizace Brazílie. Od 90. let se věnuje také románům, které jsou přijímány různě, nicméně v roce 2004 obdržel za knihu Budapešť cenu Jabuti. Český literární časopis A2 zařadil tento román mezi nejlepší světové prózy po roce 2000. V prezidentských volbách 2010 podporoval Dilmu Rousseff. Byl ženat a má tři dcery.

## Literární dílo
- 1966 – A Banda (zpěvník)
- 1974 – Fazenda Modelo
- 1979 – Chapeuzinho Amarelo
- 1981 – A Bordo do Rui Barbosa
- 1991 – Estorvo
- 1995 – Benjamin
- 2003 – Budapeste (v r. 2009 do češtiny přeložila Šárka Grauová – Budapešť, Torst)
- 2009 – Leite Derramado
- 2014 – O Irmão Alemão